# Echeveria pittieri
Echeveria pittieri är en fetbladsväxtart som beskrevs av Joseph Nelson Rose. Echeveria pittieri ingår i släktet Echeveria och familjen fetbladsväxter. Inga underarter finns listade i Catalogue of Life.